# Lajos Kada
Lajos Kada (Budapest, Hongria 16 de novembre de 1924 – †26 de novembre de 2001) va ser arquebisbe catòlic. Era doctor en teologia i en Dret Canònic.

## Biografia
Va ingressar al servei diplomàtic de la Santa Seu el 1957 i, després d'un període a la Secretaria d'Estat, va anar a les representacions pontifícies de Pakistan, Escandinavia, Alemanya i Argentina. Després va ser nomenat Secretari per la Congregació pel Culte Diví i Disciplina dels Sagraments.
El 1971 va ser cridat per servir al Consell Pontifici Cor Unum, del qual va ser nomenat sots-secretari el 1973. El 20 de juny de 1975 va ser nomenat nunci apostòlic a Costa Rica, i va ser promogut arquebisbe titular de Tibica. Va rebre la consagració episcopal el 20 de juliol de 1975 pel cardenal Jean-Marie Villot, que consagraria conjuntament amb els cardenals Giovanni Benelli i Corrado Bafile. El 15 d'octubre de 1980 a El Salvador; el 22 d'agost de 1991 a Alemanya, va haver de fer front a la reorganització de l'Església Catòlica a l'antiga Alemanya Oriental després de la reunificació; i el 22 de setembre de 1995, a Espanya, càrrec que va ocupar fins al 15 de febrer del 2000, quan es va jubilar.
Des del 1999 hi ha hagut rumors sobre els fraus i un vida sentimental atzarosa. Durant la seva etapa a Espanya, va mostrar una constant l'actitud bel·ligerant contra la qüestió de la llengua catalana i les pretensions d'autonomia de l'església catalana. Aquest bel·ligerància va tenir també repercussions en la decisió sobre les obres d'art de la Franja de Ponent, i en la negativa a concedir una Conferència Episcopal Catalana, i ni tan sols una regió eclesiàstica. Sobre el nunci Kada, l'acabat de nomenar arquebisbe de Tarragona Martínez Sistach va escriiure a la revista Vida Nueva: «no és que el nunci no entengui la realitat catalana, és que no entén la realitat eclesial d'un país en el qual és responsable, per exemple, d'una cosa tan decisiva com el nomenament dels bisbes. El problema no és que aquest nunci sigui més o menys intel·ligent i competent. El problema és el sistema de poder, de presa de decisions, dins l'Església.»
Després dejubilar-se va tornar a la seva Hongria natal, on va morir el 26 de novembre de 2001. Està enterrat a la basílica de Sant Esteve de Budapest.
Va ser fet Comendador amb Estrella de l'orde del Mèrit de la República Hongaresa.